# Audinghen
Audinghen (flämisch: Oudingem) ist eine französische Gemeinde mit 623 Einwohnern (Stand: 1. Januar 2022) im Département Pas-de-Calais in der Region Hauts-de-France. Sie gehört zum Arrondissement Boulogne-sur-Mer und zum Kanton Desvres.  

## Geographie
Die Gemeinde Audinghen liegt etwa 20 Kilometer südwestlich von Calais und etwa 13 Kilometer nördlich von Boulogne-sur-Mer am Cap Gris-Nez der Opalküste des Ärmelkanals und damit an der engsten Stelle der Straße von Dover. Audinghen gehört zum Regionalen Naturpark Caps et Marais d’Opale. Umgeben wird Audinghen von den Nachbargemeinden Tardinghen im Nordosten und Osten, Bazinghen im Südosten sowie Audresselles im Süden.

## Geschichte
Hier wurde dem Atlantikwall die Batterie Todt hinzugefügt.

### Bevölkerungsentwicklung
| Jahr                       | 1962 | 1968 | 1975 | 1982 | 1990 | 1999 | 2006 | 2013 | 2022 |
| -------------------------- | ---- | ---- | ---- | ---- | ---- | ---- | ---- | ---- | ---- |
| Einwohner                  | 505  | 457  | 461  | 468  | 503  | 548  | 576  | 580  | 623  |
| Quellen: Cassini und INSEE |      |      |      |      |      |      |      |      |      |

## Sehenswürdigkeiten
- Kirche Saint-Pierre, nach dem Zweiten Weltkrieg 1960 wieder errichtet, Monument historique seit 2006
- Leuchtturm von Cap Gris-Nez
- Reste der Batterie Todt mit Atlantikwallmuseum

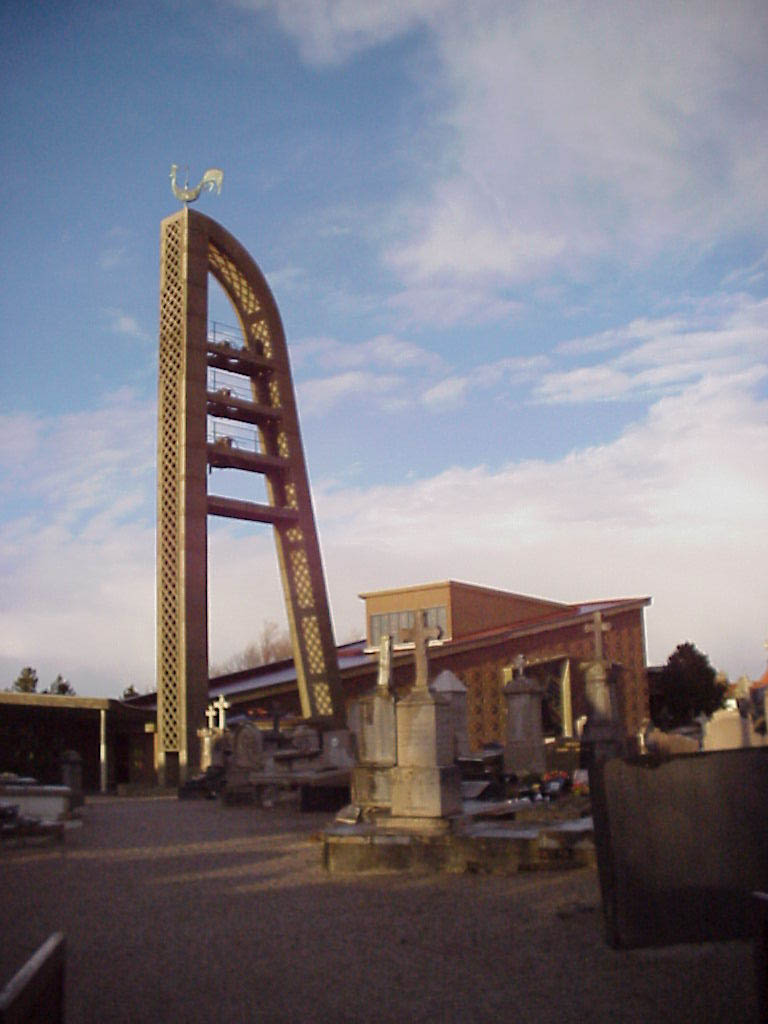
Kirche Saint-Pierre
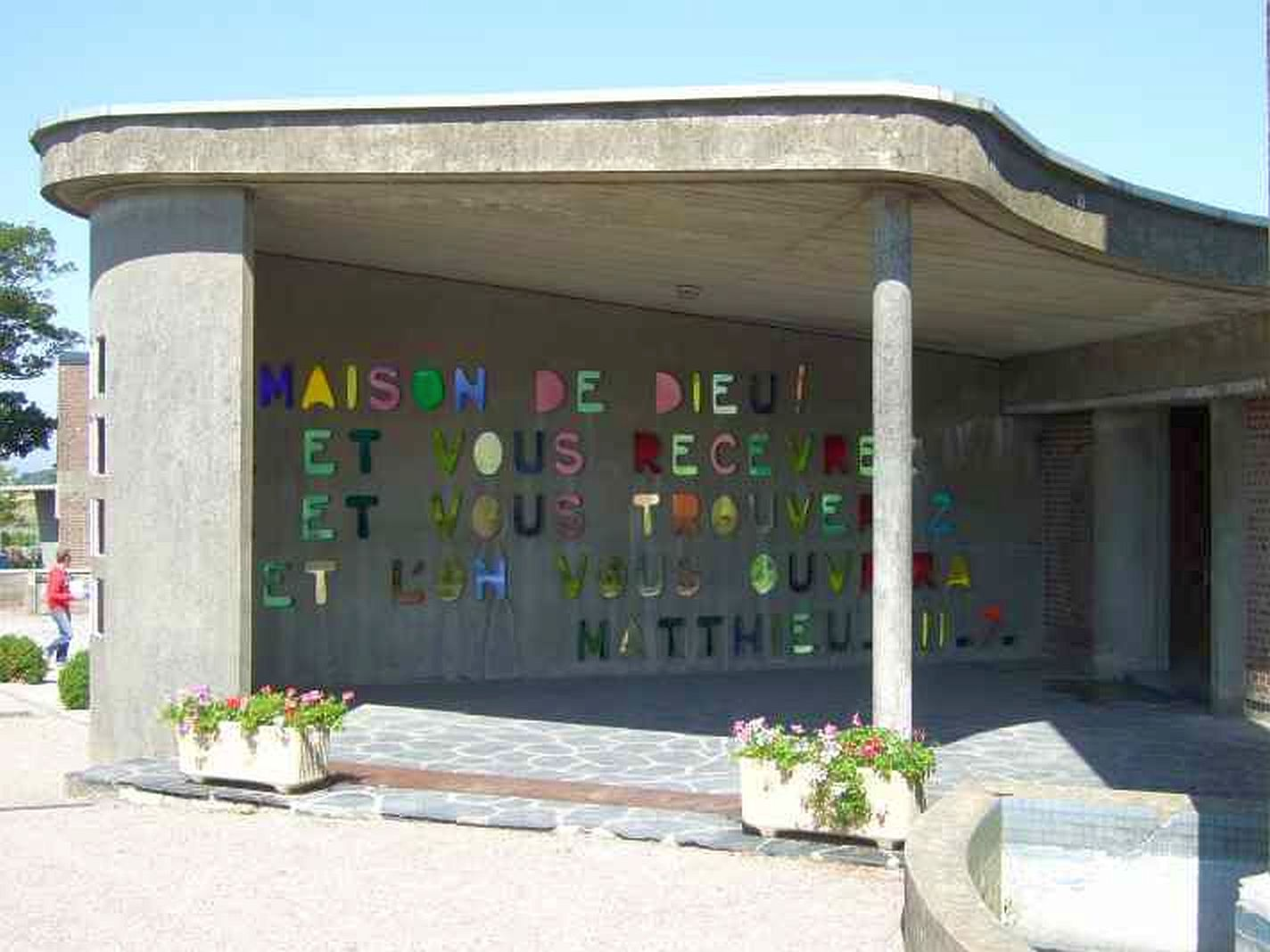
Saint Pierre Audinghem Glas-Schriftzug am Eingang
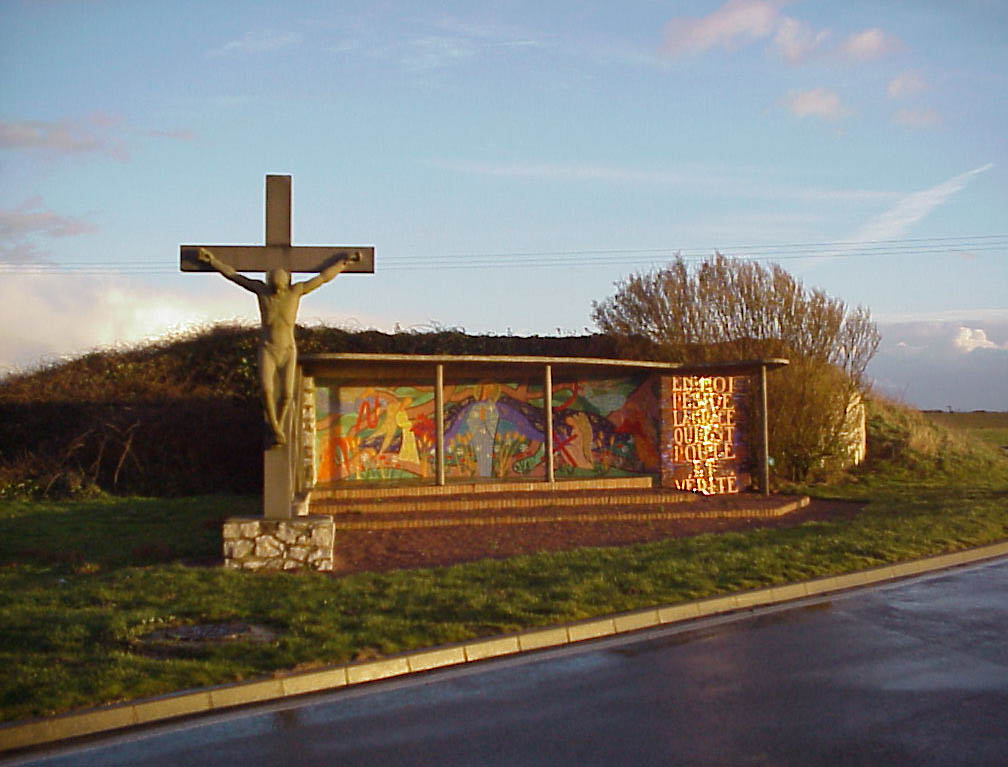
Calvaire
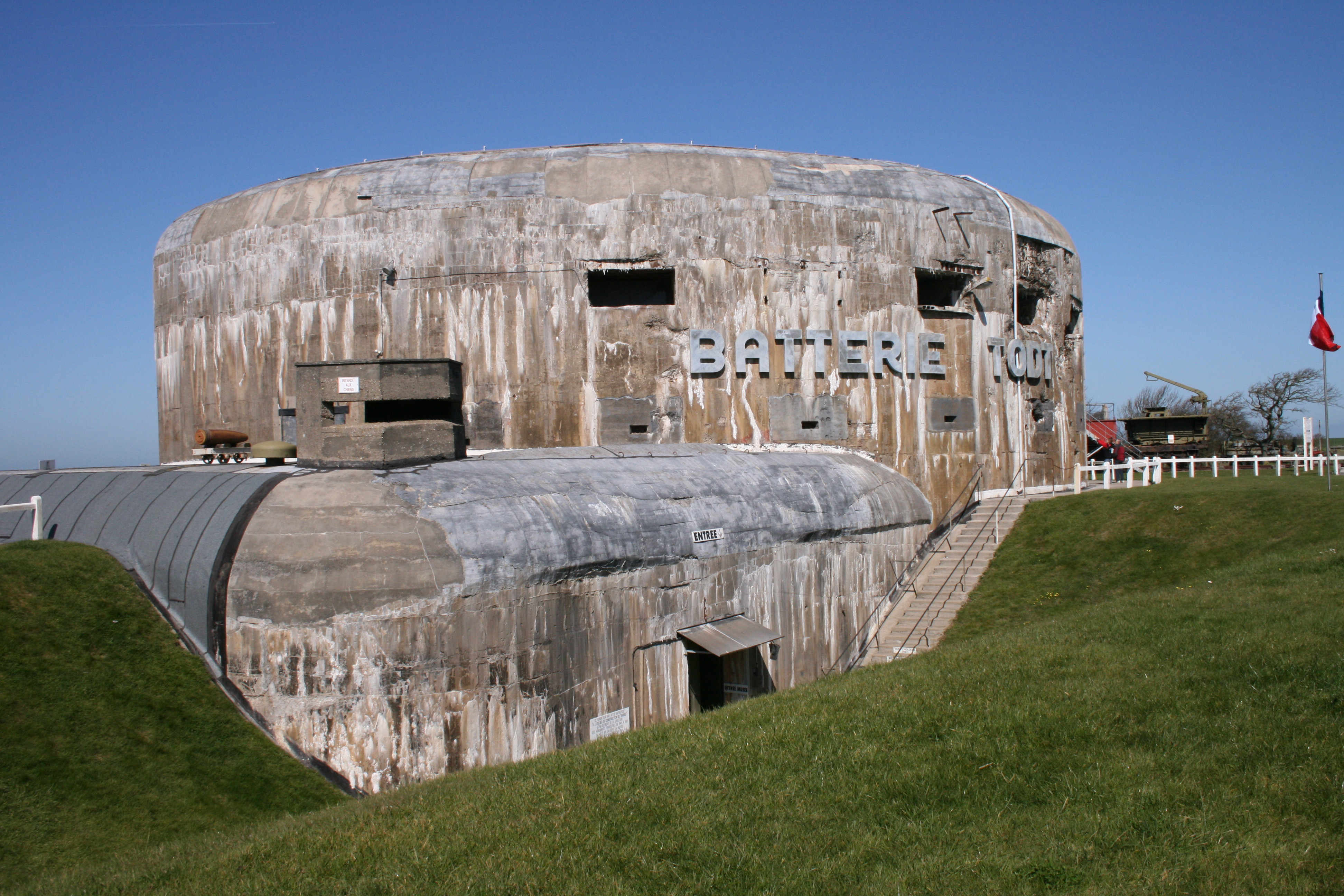
Batterie Todt mit Atlantikwallmuseum
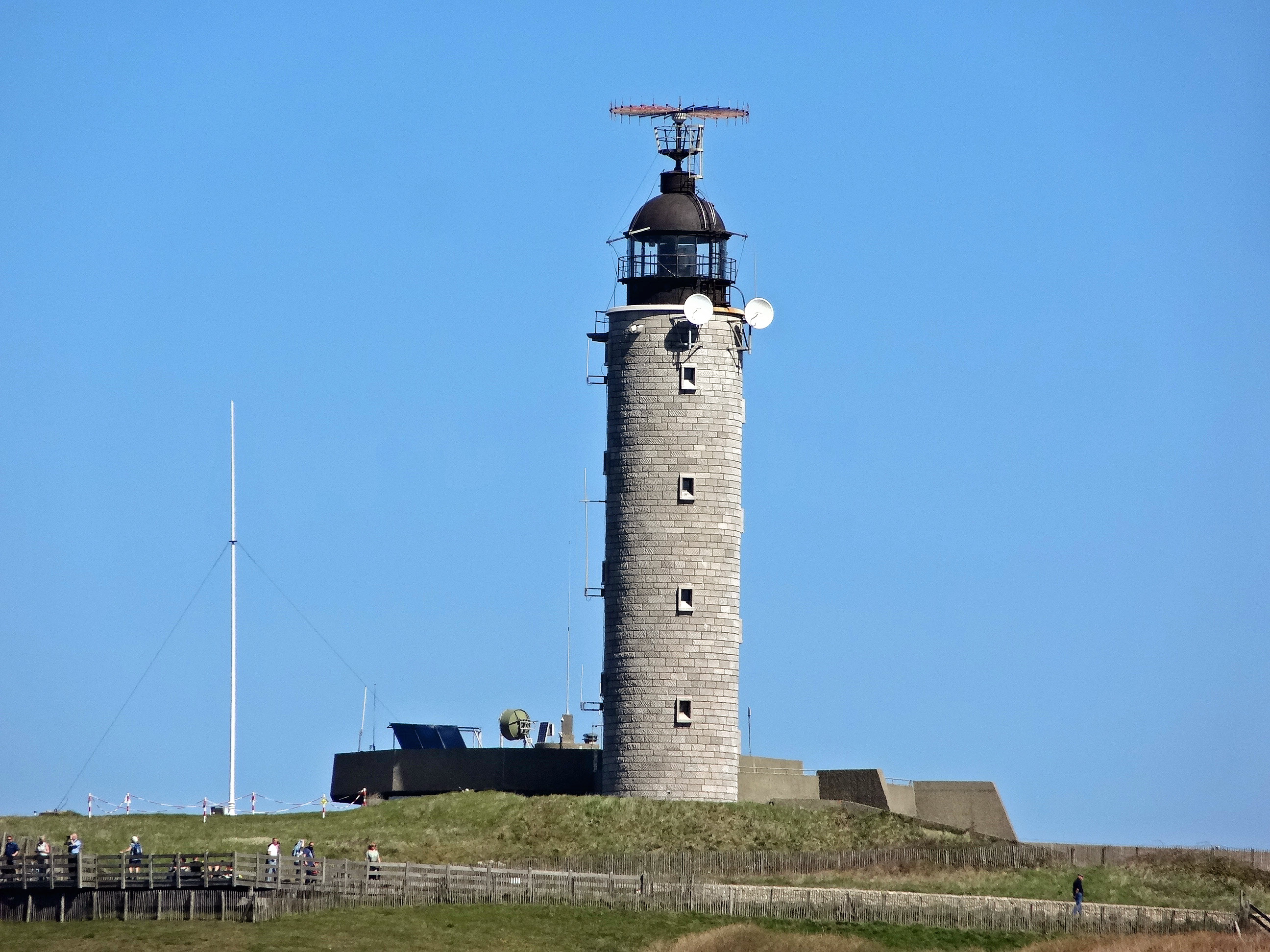
Leuchtturm am Cap Gris Nez

## Persönlichkeiten
- Raoul de Godewarsvelde (1928–1977), Sänger und Fotograf